# William Adams Richardson
William Adams Richardson, född 2 november 1821 i Tyngsborough, Massachusetts, USA, död 19 oktober 1896 i Washington, D.C., var en amerikansk republikansk politiker.
Han studerade vid Pinkerton Academy och Harvard University. Han tjänstgjorde som USA:s finansminister under president Ulysses S. Grant 1873-1874. Han hade varit biträdande finansminister under företrädaren George S. Boutwell.
USA drabbades av en depression, 1873 års panik, Panic of 1873, när Richardson var finansminister. Han svarade på krisen med att låta trycka 26 miljoner dollar av nya sedlar. Det var oklart om han agerade lagligt men USA:s kongress lät saken vara.
Under de sista månaderna som finansminister blev han inblandad i en skandal som blev känd som Sanborn Incident. Han anställde en medborgare, John Sanborn, att samla in skatter. Både Sanborn och finansministern Richardson behöll själva ansenliga delar av summan som samlades in.
Grant utnämnde Richardson till domare i United States Court of Claims i Massachusetts.